# Amel Mujanic
Amel Mujanic (* 1. April 2001 in Malmö) ist ein schwedischer Fußballspieler. Der Zentrale Mittelfeldspieler steht bei Malmö FF unter Vertrag und spielt auf Leihbasis in Zypern bei APOEL Nikosia.

## Karriere

### Verein
Amel Mujanic wurde in Malmö geboren und begann mit dem Fußballspielen bei BK Olympic Malmö, bevor er in die Jugend von Malmö FF, dem größten Verein der Stadt, gewechselt war. In der Saison 2019 stand er in einem Spiel im Kader der Profimannschaft in der Allsvenskan, der ersten schwedischen Liga, kam allerdings nicht zum Einsatz. Ende September 2020 wurde Mujanic nach Dänemark an den Zweitligisten Hobro IK verliehen. Sein Debüt im Ligafußball gab er am 29. September 2020 beim 2:1-Heimsieg am fünften Spieltag gegen Skive IK.

### Nationalmannschaft
Amel Mujanic ist gegenwärtig schwedischer Nachwuchsnationalspieler.